# NGC 2993
NGC 2993 est une galaxie spirale particulière. Elle est située dans la constellation de l'Hydre. NGC 2993 a été découverte par l'astronome germano-britannique William Herschel en 1785.

## Caractéristiques
La classe de luminosité de NGC 2993 est I et elle présente une large raie HI. Elle renferme également des régions d'hydrogène ionisé.

### Distance
Sa vitesse par rapport au fond diffus cosmologique est de 2 653 ± 24 km/s, ce qui correspond à une distance de Hubble de 39,1 ± 2,8 Mpc (∼128 millions d'al).
À ce jour, une mesure non basée sur le décalage vers le rouge (redshift) donne une distance d'environ 30,500 Mpc (∼99,5 millions d'al). Cette valeur est à l'extérieur des valeurs de la distance de Hubble. Notons que c'est avec la valeur moyenne des mesures indépendantes, lorsqu'elles existent, que la base de données NASA/IPAC calcule le diamètre d'une galaxie et qu'en conséquence le diamètre de NGC 2993 pourrait être d'environ 16,1 kpc (∼52 500 al) si on utilisait la distance de Hubble pour le calculer.

### Luminosité dans l'infrarouge
La luminosité de la galaxie NGC 2993 dans l'infrarouge lointain (de 40 à 400 µm)  est égale à 3,35 × 1010 {\displaystyle L_{\odot }} (1010,55{\displaystyle L_{\odot }}) et sa luminosité totale dans l'infrarouge (de 8 à 1 000 µm) est de 4,68 × 1010 {\displaystyle L_{\odot }} (1010,67{\displaystyle L_{\odot }}).

## Paire de galaxies en interaction

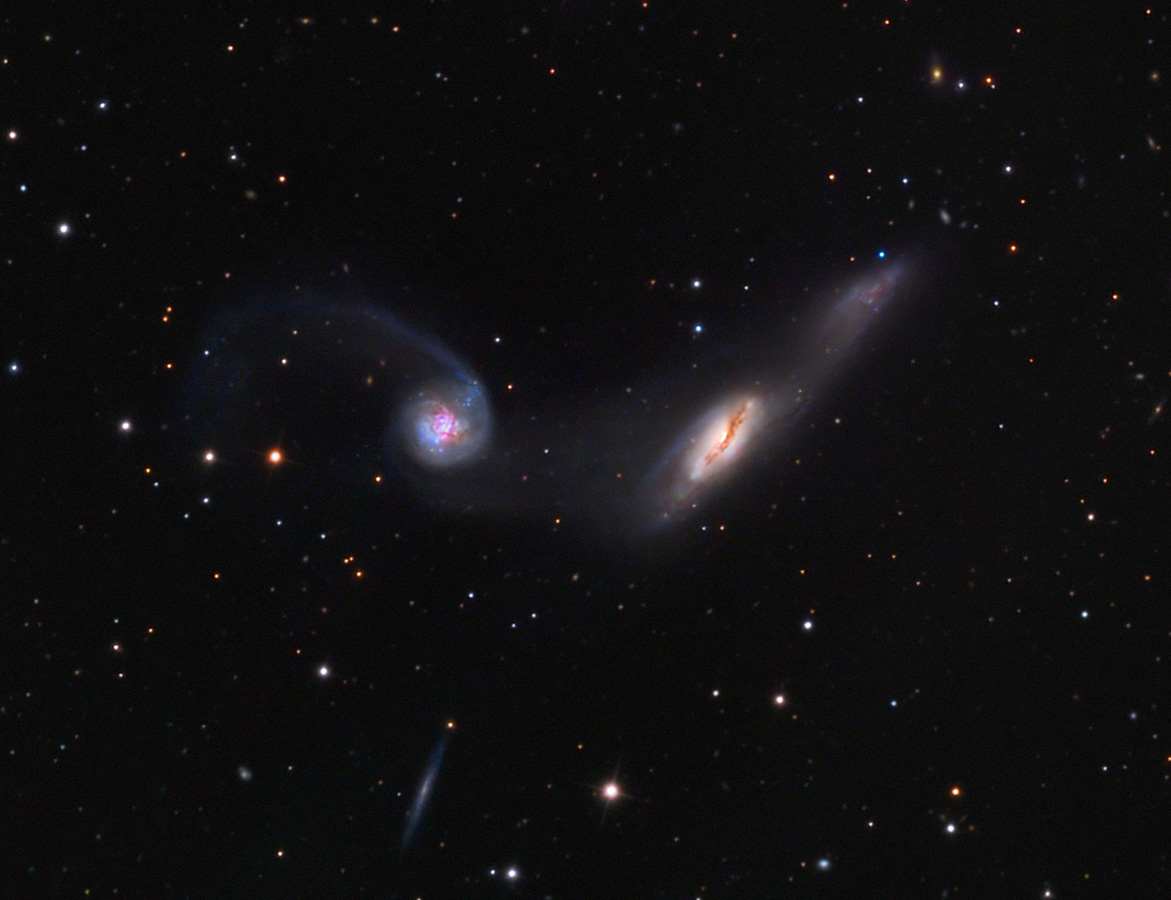
On voit un pâle pont de matière entre NGC 2992 et NGC 2993 (Adam Block, Observatoire du mont Lemmon/Université de l'Arizona

En compagnie de la galaxie NGC 2992, NGC 2993 figure dans l'atlas des galaxies particulières de Halton Arp sous la cote Arp 245. Comme on peut le voir sur l'image prise à l'observatoire du mont Lemmon, ces deux galaxies sont en interaction gravitationnelle. On voit d'ailleurs sur cette image un pâle pont de matière entre les deux galaxies.

## Supernova
La supernova SN 2003ao a été découverte dans NGC 2993 le 30 janvier 2003 par J. Graham et W. Li dans le cadre du programme LOTOSS de l'observatoire Lick. Cette supernova était de type II.